# 제이컵 주마
제이컵 게들레이흘레키사 주마(영어: Jacob Gedleyihlekisa Zuma, 문화어: 쟈코브 게들레이흘레키사 주마, 1942년 4월 12일 ~ )는 남아프리카 공화국의 정치인이다. 아프리카 민족회의(ANC) 총재로, 2009년 4월 총선에서 승리하여 대통령으로 취임하였다.

## 생애

### 반 아파르트헤이트 운동가
1942년 3월 줄루족의 본고장인 콰줄루나탈 주의 인칸들라에서 출생하였다. 17세이던 1959년부터 ANC 무장조직에서 활동하다 백인 정권에 의해 체포돼 넬슨 만델라 전 대통령이 수감돼 있던 로벤섬 교도소에서 10년을 복역했다.
1973년 출소한 그는 첫 번째 부인인 거트루드 시자켈레 쿠말로와 결혼을 하고, 콰줄루-나탈 주에서 ANC 재건 임무를 수행했다.
1975년부터 에스와티니, 모잠비크, 잠비아 등지를 전전하며 12년간 조직을 구축하고 정보활동을 이끌었다. 이때 소웨토 항쟁으로 망명을 온 수많은 젊은 난민들을 보호하게 된다.
그는 여러 아프리카 국가에서 ANC를 위해 활동했으며, 그의 지위도 빠르게 올라갔으며, 1977년 ANC 전국 간부 위원회의 임원이 되었다. 주마는 1987년 1월 남아프리카 공화국 정부의 모잠비크에 대한 압력으로 강제로 모잠비크를 떠나게 되었다. 그는 잠비아로 ANC 본부를 옮겨 그곳에서 남아프리카 공화국 백인들의 인종차별인 아파르트 헤이트에 맞서서 무장항쟁 운동을 하였다.

### 아파르트헤이트 철폐 이후
1990년 아프리카 민족회의가 합법화된 후 간부가 되었다. 1999년 타보 음베키 대통령 취임과 함께 부통령(대리통령, Deputy president)이 되며 음베키 대통령의 경쟁자로 떠올랐다. 그러나 2005년, 무기거래 스캔들로 부통령직에서 해임되었으며, 2006년 성폭행 혐의로 기소되었다가 무죄 판결을 받는 등 위기를 겪기도 했다. 2007년 12월 그는 ANC 총재 경선에서 음베키 대통령과 경쟁하였고 ANC 내의 좌익 분파의 지지를 받아 접전 끝에 총재로 당선되었다. 당선 직후 법원이 그의 무기거래 뇌물 혐의에 대해 재기소를 결정하여 다시 위기를 겪었으나, 혐의가 없다고 인정되었다. 2008년 9월, 음베키 대통령은 사임하였다.
2009년 4월 치러진 총선에서 그가 이끄는 아프리카 민족회의가 압승을 거두었다. 남아프리카 공화국의 대통령은 의회의 다수 의석을 점한 정당의 대표가 의회에서 간접선거로 선출되므로, 주마는 5월 6일 국회 선거에 출마하였다. 국회 간선에서 상대 후보를 큰 차이로 제치고 대통령 당선이 최종 확정되었으며, 이에 따라 주마는 5월 9일 아파르트헤이트가 철폐된 이후 네 번째 흑인 대통령으로 취임하였다.

### 대통령 임기
임기 동안 그는 4조 랜드 규모의 국가 인프라 계획을 시작하였는데 러시아 정부와 논쟁적인 원전 협의를 체결했다가 웨스턴 케이프 고등법원에서 무효화되었다. 과거 남아공 공산당의 당원으로서 그는 임기 내내 좌익 포퓰리즘적 레토릭을 사용하며 보상 없는 토지 몰수, 고등교육 무상화, 외국인 소유 제한을 포함한 구조개혁, 흑인 경제권 강화 제도의 확대 등을 약속했으나 대부분 실현되지 않았다. 국제적으로는 남남협력과 경제외교를 강조하였다. BRICS 가입과 AIDS 전염병에 대한 대응이 주요한 업적으로 여겨진다.
두번째 임기는 여러 정치 스캔들로 점철되었다. 2014년 국립 수사기관은 주마가 자신의 고향의 토지에 불공정 혜택을 받았다는 혐의를 밝혀냈으며, 2016년 헌법재판소에서 헌법 준수 위반을 판결받고 탄핵이 시도되었다가 국회에서 가로막혔다. 2016년 초부터는 인도 출신 재벌가인 굽타 가문과 유착되어 부패를 저질러 왔다는 의혹이 제기되었다. 2018년 존도 위원회(Zondo Commission)라는 반부패 조사위원회가 설치되어 국정농단 사건에 대한 조사에 착수하였다. 의회의 5번째 불신임 투표 이후 끝내 2018년 2월 14일 주마는 대통령직에서 사임하였고, 시릴 라마포사 부통령이 주마의 대통령직을 이어받았다.

### 사임 이후
2018년 3월 16일 검찰은 1999년 무기 거래와 관련된 비리 혐의로 그를 기소하였다. 2021년에는 법원모독죄로 콰줄루나탈의 구치소에 수감된 이후 징역 15개월을 선고받았고, 7월 7일 체포되었다가 9월 5일 의료 가석방으로 풀려났다.

## 가족

### 아내
일부다처제의 관습을 따라서 2010년까지 5명의 여자와 결혼하여 20명의 자녀를 두고 있으며, 현재는 3명의 아내와 살고 있다. 남아프리카 공화국의 법적으로는 일부일처제이기 때문에 법적인 아내는 '거트루드 시자켈라 쿠말로'뿐이다.
- 거트루드 시자켈레 쿠말로 (Gertrude Sizakele Khumalo) 1959년 만나서 1973년 감옥에서 석방된 직후 결혼했다. 그는 콰줄라 나탈 주의 인칸들라에 살고 있으며, 자녀는 없다.
- 은코사자나 들라미니주마 (Nkosazana Dlamini-Zuma) 4명의 자녀, 1998년 이혼 후 현재 정권에 참여
- 케이트 만초 (Kate Mantsho) 5명의 자녀를 두고 있으며, 2000년 자살, 모잠비크 출신
- 놈푸멜렐로 은툴리 (Nompumelelo Ntuli) - 2008년 결혼 자녀 2명
- 토베카 스테이시 마디바 (Thobeka Stacie Madiba) 2010년 1월 4일 결혼, 1명의 자녀가 있다.

### 약혼자
- 세벤틸레 들라미니 (Sebentile Dlamini) - 2002년 소 10마리를 지불, 스와지 공주
- 글로리아 봉게킬레 은게마(Gloria Bongekile Ngema)

## 같이 보기
- 줄루족
- 아프리카민족회의

## 역대 선거 결과
| 선거명      | 직책명                     | 대수 | 정당              | 득표율 | 득표수 | 결과 | 당락 |
| ----------- | -------------------------- | ---- | ----------------- | ------ | ------ | ---- | ---- |
| 2009년 선거 | 남아프리카 공화국의 대통령 | 11대 | 아프리카 민족회의 | 70.84% | 277표  | 1위  |      |
| 2014년 선거 | 남아프리카 공화국의 대통령 | 11대 | 아프리카 민족회의 | 62.25% | 249표  | 1위  |      |